# Kopenhagener Wallanlagen

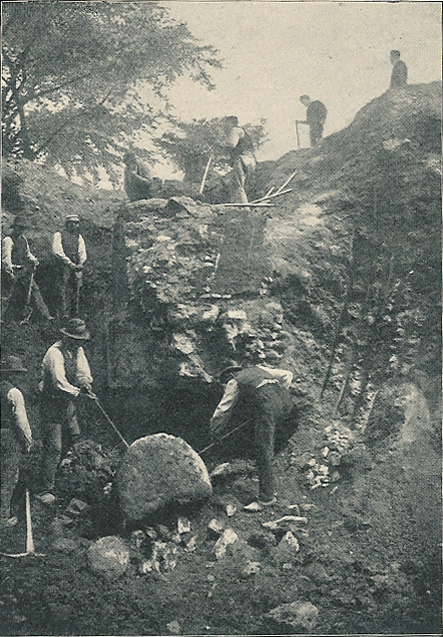
Abriss eines Teils der Kopenhagener Stadtmauern, um 1900

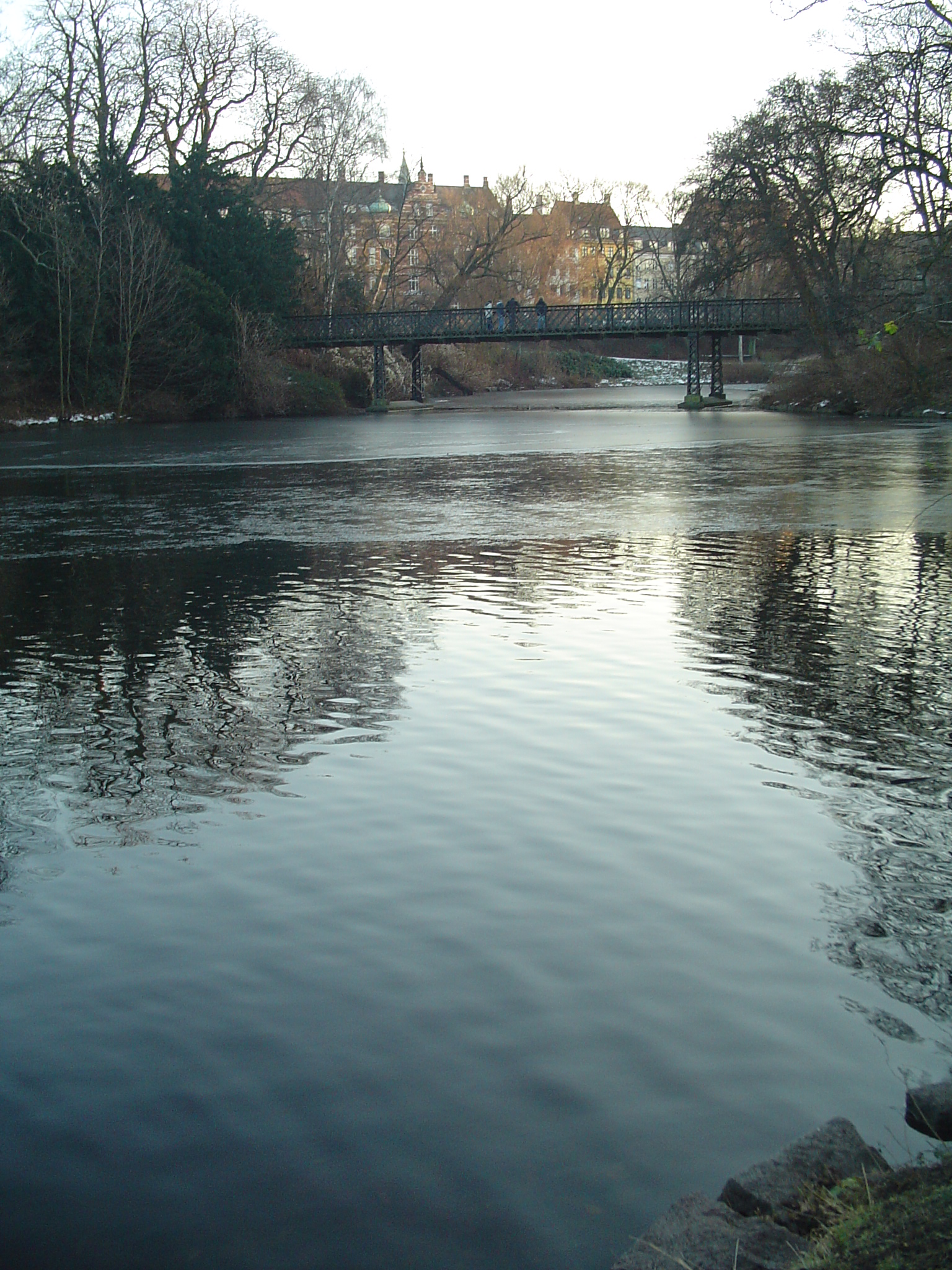
Reste des Stadtgrabens und Brücke im Ørstedspark

Die Kopenhagener Wallanlagen (dänisch Fæstningsringen) bestehen aus einer Reihe von in Parks und Grünanlagen umgestaltete Teile der Kopenhagener Stadtbefestigung, die die Kopenhagener Innenstadt in einem großen Bogen umgeben.
Sie umfassen heute den 1843 entstandenen Kopenhagener Vergnügungspark Tivoli, des Weiteren den mit Denkmälern reich ausgestatteten Ørstedsparken, den Botanischen Garten, die Østre Anlæg sowie das Kastellet. Sie stellen die im 19. Jahrhundert in einem langsamen Prozess der Entfestigung geschaffenen Bruchstücke eines großen zentralen Wallringparkes dar, der im Wesentlichen aufgrund von Eisenbahnbauten, öffentlichen Bauten und spekulativer gründerzeitlicher Verbauung nicht jenes Ausmaß annehmen konnte, welches von dem führenden Architekten des Historismus in Dänemark, Ferdinand Meldahl (1827–1908), 1866 in einem zukunftsweisenden Plan avisiert wurde (publiziert in Illustretet Tidende). Die baugeschichtliche Entwicklung in Kopenhagen ähnelt damit jener, die andere Wallanlagen, etwa jene in Hamburg oder die Umgestaltung der Basteien Wiens zum Ringstraßenviertel, im Zuge des Bebauungsschubs des ausgehenden 19. Jahrhunderts kennzeichnet.

## Öffentliche Bauten im Bereich der Wallanlagen
- Kopenhagener Gemeindespital (1858)
- Østervold Observatorium (1859–61)
- Kopenhagener Hauptfeuerwache (1889–92)
- Nationalgalerie (1896)
- Kopenhagener Rathaus (1905)
- Den Hirschsprungske Samling (Sammlung Hirschsprung) (1911)
- Ny Carlsberg Glyptotek (1888)